# Lavans-lès-Saint-Claude (ancienne commune)
Pour les articles homonymes, voir Lavans et Saint-Claude.
Lavans-lès-Saint-Claude est une ancienne commune française située dans le département du Jura en région Bourgogne-Franche-Comté.
Le 1er janvier 2016, elle fusionne avec sa voisine Ponthoux au sein de la commune nouvelle de Lavans-lès-Saint-Claude.

## Toponymie
Au cours de la Révolution française, la commune porta provisoirement le nom de Lavans-les-Louvières et en 1793, Lavant.

## Histoire
Le 1er janvier 2016, Lavans-lès-Saint-Claude fusionne avec Ponthoux pour former une commune nouvelle.

## Politique et administration

### Liste des maires

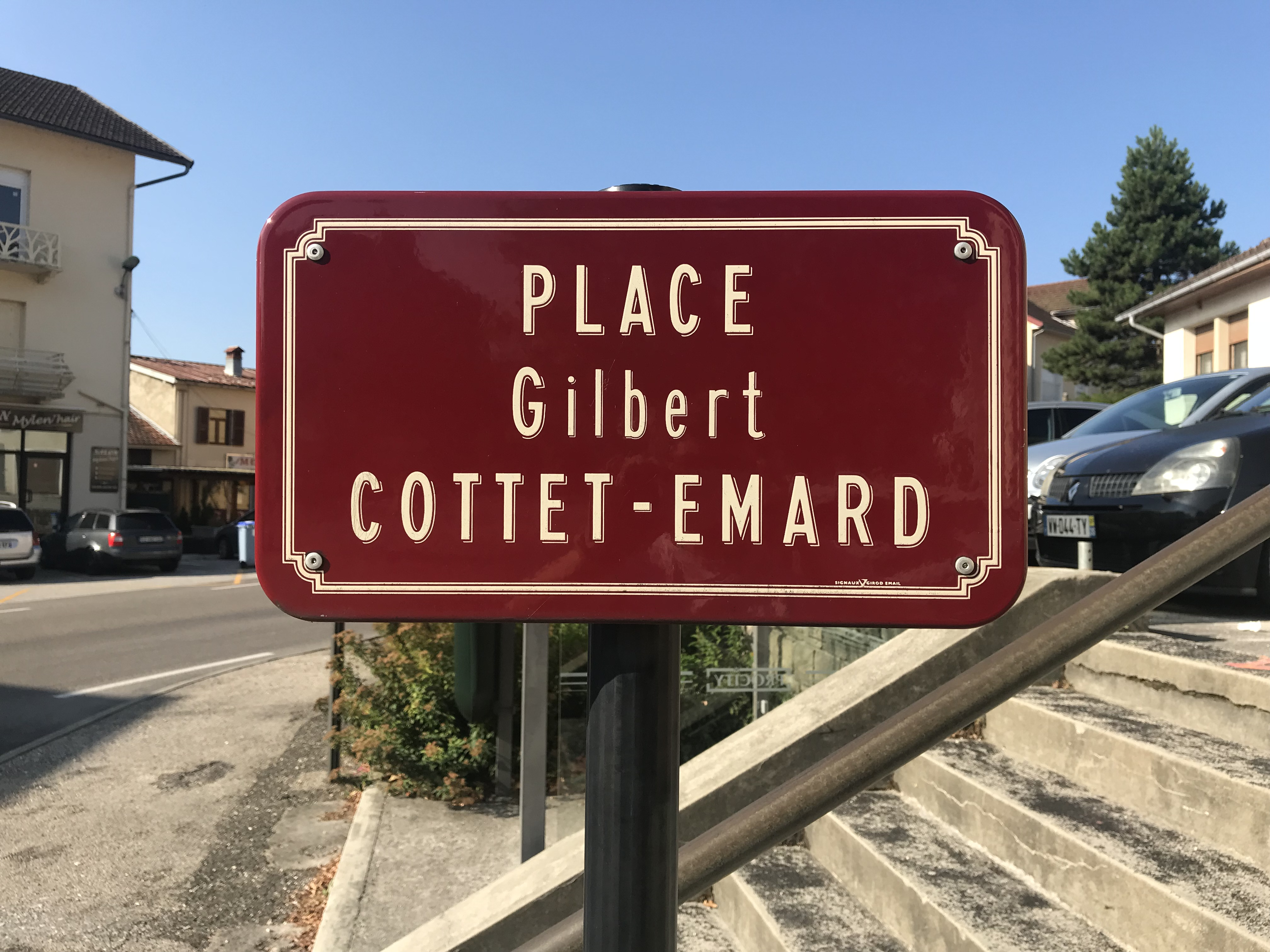
Place Gilbert Cottet-Emard.

| Période                                  | Période          | Identité             | Étiquette | Qualité                                                                       |
| ---------------------------------------- | ---------------- | -------------------- | --------- | ----------------------------------------------------------------------------- |
| Les données manquantes sont à compléter. |                  |                      |           |                                                                               |
| 1944                                     | 1971             | Gilbert Cottet-Emard | MRP       | Épicier-boulanger Conseiller général du canton de Saint-Claude de 1951 à 1958 |
| mars 2001                                | 31 décembre 2015 | Philippe Passot      |           |                                                                               |

| Période                                  | Période  | Identité        | Étiquette | Qualité |
| ---------------------------------------- | -------- | --------------- | --------- | ------- |
| Les données manquantes sont à compléter. |          |                 |           |         |
| janvier 2016                             | En cours | Philippe Passot |           |         |

## Démographie
L'évolution du nombre d'habitants est connue à travers les recensements de la population effectués dans la commune depuis 1793. À partir du 1er janvier 2009, les populations légales des communes sont publiées annuellement dans le cadre d'un recensement qui repose désormais sur une collecte d'information annuelle, concernant successivement tous les territoires communaux au cours d'une période de cinq ans. 
Pour les communes de moins de 10 000 habitants, une enquête de recensement portant sur toute la population est réalisée tous les cinq ans, les populations légales des années intermédiaires étant quant à elles estimées par interpolation ou extrapolation. Pour la commune, le premier recensement exhaustif entrant dans le cadre du nouveau dispositif a été réalisé en 2008,.
En 2013, la commune comptait 1 916 habitants, en évolution de +2,3 % par rapport à 2008 (Jura : −0,23 %, France hors Mayotte : +2,49 %).
| 1793 | 1800 | 1806 | 1821 | 1831 | 1836 | 1841 | 1846 | 1851 |
| ---- | ---- | ---- | ---- | ---- | ---- | ---- | ---- | ---- |
| 536  | 645  | 662  | 735  | 658  | 655  | 628  | 670  | 645  |

| 1856 | 1861 | 1866 | 1872 | 1876 | 1881 | 1886 | 1891 | 1896 |
| ---- | ---- | ---- | ---- | ---- | ---- | ---- | ---- | ---- |
| 611  | 615  | 605  | 598  | 625  | 726  | 670  | 707  | 705  |

| 1901 | 1906 | 1911 | 1921 | 1926 | 1931 | 1936 | 1946 | 1954 |
| ---- | ---- | ---- | ---- | ---- | ---- | ---- | ---- | ---- |
| 758  | 803  | 801  | 829  | 877  | 894  | 878  | 868  | 875  |

| 1962  | 1968  | 1975  | 1982  | 1990  | 1999  | 2008  | 2013  | - |
| ----- | ----- | ----- | ----- | ----- | ----- | ----- | ----- | - |
| 1 118 | 1 219 | 1 509 | 1 602 | 1 811 | 1 896 | 1 873 | 1 916 | - |

## Économie
La commune était autrefois desservie par les Chemins de fer vicinaux du Jura, avec deux gares : Lavans Village et Lavans-PLM.

## Culture locale et patrimoine

### Lieux et monuments
- Église de l'Assomption de Lavans-lès-Saint-Claude

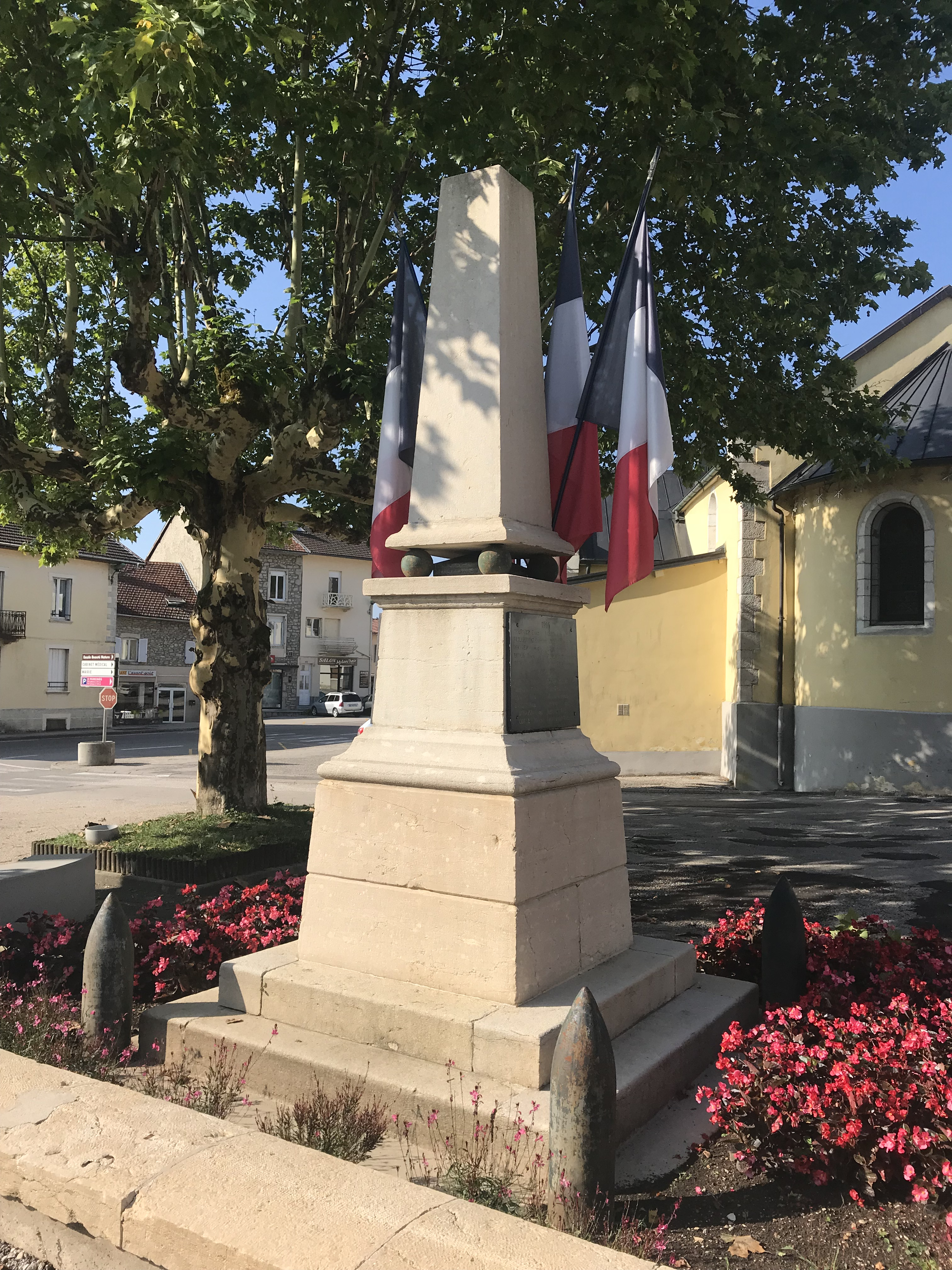
Monument aux morts.
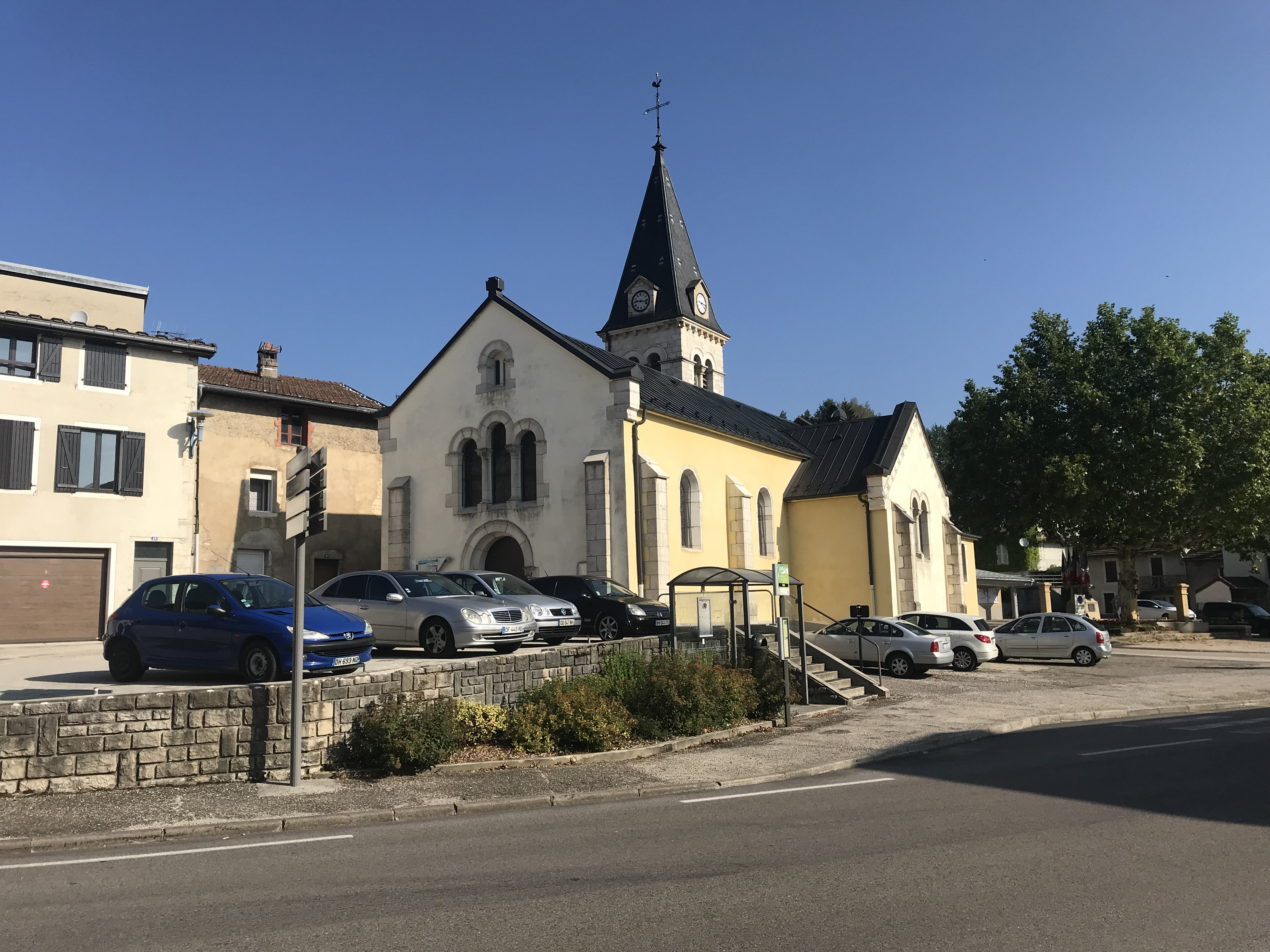
L'église.

### Personnalités liées à la commune
- Antide Janvier (1751-1835), maître-horloger de Louis XVI, né au hameau de Briva, aujourd'hui Brive.